# Anisodes flavispila
Anisodes flavispila är en fjärilsart som beskrevs av W. Warren 1896. Anisodes flavispila ingår i släktet Anisodes och familjen mätare. Inga underarter finns listade i Catalogue of Life.